# 북위 20도

아프리카에서 북위 20도선은 리비아와 수단의 국경 일부분이다.

북위 20도는 적도에서 북쪽으로 20도 떨어진 위선이다. 아프리카, 아시아, 태평양, 북아메리카, 대서양을 지난다.
리비아와 수단의 직선 국경의 기준이 된다.

## 지나가는 지역
본초 자오선에서 동쪽으로 북위 20도는 다음 지역을 지나간다.
| 좌표                                                    | 나라, 지역, 해역   | 주석 |
| ------------------------------------------------------- | ------------------ | --- |
| 북위 20° 0′ 동경 0° 0′  / 북위 20.000° 동경 0.000°      | 말리               | |
| 북위 20° 0′ 동경 2° 43′  / 북위 20.000° 동경 2.717°     | 알제리             | |
| 북위 20° 0′ 동경 6° 27′  / 북위 20.000° 동경 6.450°     | 니제르             | |
| 북위 20° 0′ 동경 15° 47′  / 북위 20.000° 동경 15.783°   | 차드               | |
| 북위 20° 0′ 동경 23° 3′  / 북위 20.000° 동경 23.050°    | 리비아             | |
| 북위 20° 0′ 동경 26° 0′  / 북위 20.000° 동경 26.000°    | 리비아 / 수단 국경 | |
| 북위 20° 0′ 동경 25° 0′  / 북위 20.000° 동경 25.000°    | 수단               | 북부주와 북다르푸르주 사이 경계의 기준이 됨                                                                       |
| 북위 20° 0′ 동경 37° 11′  / 북위 20.000° 동경 37.183°   | 홍해               | |
| 북위 20° 0′ 동경 40° 28′  / 북위 20.000° 동경 40.467°   | 사우디아라비아     | |
| 북위 20° 0′ 동경 55° 0′  / 북위 20.000° 동경 55.000°    | 오만               | |
| 북위 20° 0′ 동경 57° 48′  / 북위 20.000° 동경 57.800°   | 인도양             | 아라비아해 - 오만 마시라섬 바로 남쪽을 지나감                                                                     |
| 북위 20° 0′ 동경 72° 43′  / 북위 20.000° 동경 72.717°   | 인도               | 마하라슈트라주 차티스가르주 오디샤주 차티스가르주 오디샤주                                                        |
| 북위 20° 0′ 동경 86° 23′  / 북위 20.000° 동경 86.383°   | 인도양             | 벵골만 |
| 북위 20° 0′ 동경 92° 57′  / 북위 20.000° 동경 92.950°   | 미얀마             | |
| 북위 20° 0′ 동경 99° 3′  / 북위 20.000° 동경 99.050°    | 태국               | |
| 북위 20° 0′ 동경 100° 32′  / 북위 20.000° 동경 100.533° | 라오스             | |
| 북위 20° 0′ 동경 104° 58′  / 북위 20.000° 동경 104.967° | 베트남             | |
| 북위 20° 0′ 동경 106° 11′  / 북위 20.000° 동경 106.183° | 남중국해           | 통킹만 |
| 북위 20° 0′ 동경 110° 8′  / 북위 20.000° 동경 110.133°  | 중화인민공화국     | 하이난성 - 하이커우시 바로 남쪽을 지나감                                                                          |
| 북위 20° 0′ 동경 110° 56′  / 북위 20.000° 동경 110.933° | 남중국해           | |
| 북위 20° 0′ 동경 122° 0′  / 북위 20.000° 동경 122.000°  | 태평양             | 필리핀해 - 필리핀 바부얀섬과 바타네스섬 사이를 지나감 - 북마리아나 제도 마우그섬 바로 남쪽을 지나감 이름없는 해역 |
| 북위 20° 0′ 서경 155° 50′  / 북위 20.000° 서경 155.833° | 미국               | 하와이주 하와이섬                                                                                                 |
| 북위 20° 0′ 서경 155° 15′  / 북위 20.000° 서경 155.250° | 태평양             | |
| 북위 20° 0′ 서경 105° 31′  / 북위 20.000° 서경 105.517° | 멕시코             | 할리스코주 미초아칸주 과나후아토주 케레타로주 멕시코주 이달고주 푸에블라주 베라크루스주                           |
| 북위 20° 0′ 서경 96° 33′  / 북위 20.000° 서경 96.550°   | 멕시코만           | 캄페체만 |
| 북위 20° 0′ 서경 90° 28′  / 북위 20.000° 서경 90.467°   | 멕시코             | 캄페체주 유카탄주 킨타나로오주                                                                                    |
| 북위 20° 0′ 서경 87° 28′  / 북위 20.000° 서경 87.467°   | 카리브해           | |
| 북위 20° 0′ 서경 77° 38′  / 북위 20.000° 서경 77.633°   | 쿠바               | |
| 북위 20° 0′ 서경 74° 52′  / 북위 20.000° 서경 74.867°   | 카리브해           | 윈드워드 해협 |
| 북위 20° 0′ 서경 72° 43′  / 북위 20.000° 서경 72.717°   | 아이티             | 토르투가섬 |
| 북위 20° 0′ 서경 74° 52′  / 북위 20.000° 서경 74.867°   | 대서양             | 도미니카 공화국 히스파니올라섬 바로 북쪽을 지나감                                                                 |
| 북위 20° 0′ 서경 16° 14′  / 북위 20.000° 서경 16.233°   | 모리타니           | |
| 북위 20° 0′ 서경 5° 59′  / 북위 20.000° 서경 5.983°     | 말리               | |

## 같이 보기
- 북위 19도
- 북위 21도